# Five Nights at Freddy's
Five Nights at Freddy's er et videospil i genren 'survival horror' lavet af Scott Cawthon. Det foregår i den fiktive pizzarestaurant Freddy Fazbear's Pizza når natten falder på er det din opgave som nattevagt at holde styr på robotterne Freddy, Chica, Bonnie, og Foxy. Som om dagen står og optræder for de børn der kommer om dagen med deres forældre og spiser pizza. Men det er ikke alle børnene der kommer med deres forældre hjem.
Spilleren er en nattevagt, der skal forsvare sig mod de fire animatroniske dyrefigurer, der kan følges på overvågningskameraerne.

## Plot
Du arbejder i en børnerestaurant ved navn "Freddy Fazbear’s Pizza" som en sikkerhedsvagt, der senere afsløres at hedde "Mike Schmidt". 
Restauranten er blevet lukket efter en episode kaldt "biddet i '87", hvor en kunde blev bidt af Foxy. Der går mange teorier om den præcise robot, der bed.
Da robotterne ikke kan slukkes, og at efterlade dem ville være farligt, i tilfælde af at de fik adgang til verden, skal du overvåge dem med forskellige overvågningskameraer.
Spilleren skal overleve fem nætter. Overleves den femte nat låses der op for en sjette, derefter en syvende, nat. På den sidste nat kan spilleren selv ændre på sværhedsgraden.
På trods af at blive fyret efter den femte nat på grund af "dårlig arbejdsindstilling", vil den sjette og syvende nat stadig blive spilbare.

## Udvikling af spillet
Den selvstændige spiludvikler Scott Cawthon skabte spillet på blot 6 måneder. Han fik ideen efter en kritik af hans tidligere spil, hvor figurene var blevet kaldt "robotter med dragt på” eller animatronics.
Han tog dog kritikken til sig, og gjorde den til kernen af ideen til hans nye spil. I stedet for at lave børnespil, som han tidligere havde gjort, udviklede han Five Nights at Freddy's til at være et gyser-spil.
Det følgende spil, Five Nights at Freddy's 2, tog ham kun 3 måneder at producere, da spillene delte mange filer.
Hans to sønner tester spillene før de kommer. Den ene finder fejl, mens den anden giver ideer.
Et tredje spil er udkommet i februar 2015.
Et fjerde spil i serien udkom 31. oktober 2015.
Et femte spil i serien udkom d. 7 oktober 2016.
Et sjette spil udkom i 2017. 

## De animatroniske dyrefigurer
I spillet findes der fire robotdyr. Navnene på dem er Freddy Fazbear, Bonnie the Bunny, Chica the Chicken og Foxy the Pirate Fox. Navnene angiver alle, hvilket dyr den respektive robot repræsenterer: Freddy Faz"bear" er en bjørn. Bonnie the "Bunny" er en kanin, Chica the "Chicken" er en kylling og Foxy the Pirate "Fox" er en ræv.
Spilleren kan i sjældne tilfælde se en femte animatronic, der indtil Five Nights at Freddy’s 2, ikke havde noget officielt navn. Den femte “robot” blev kaldt Golden Freddy. Mange mener, at Golden Freddy er en hallucination, som vagten oplever.